# Allan Houston
Allan Wade Houston, född 20 april 1971 i Louisville i Kentucky, är en amerikansk före detta basketspelare.

## Landslagskarriär
Allan Houston var med och vann OS-guld  i basket 2000 i Sydney. Detta var USA:s tolfte gudlmedalj i basket vid olympiska sommarspelen.

## Lag
- Detroit Pistons (1993–1996)
- New York Knicks (1996–2005)